# Kay Aldridgeová
Kay Aldridgeová (nepřechýleně Kay Aldridge, rodným jménem Katharine Gratten Aldridge; 9. července 1917 Tallahassee – 12. ledna 1995 Rockport) byla americká herečka a modelka. Nejvíce se proslavila rolemi neohrožených hrdinek v „béčkových“ dobrodružných filmech Perils of Nyoka (1942), Daredevils of the West (1943) a Haunted Harbor (1944) u menšího filmového studia Republica Pictures. Během její poměrně krátké, osmileté kariéry se jí nikdy nepodařilo prosadit se do významnější snímků, i přesto, že u podstatně většího studia 20th Century Fox účinkovala v několika filmech.

## Život

### Mládí a začátek kariéry u modelingu
Narodila se 9. července 1917 ve městě Tallahassee na Floridě jako dcera zeměměřiče Johna Adridgeho a spisovatelky a umělkyně Cornelie Channing Aldridgeové (rodným jménem Wardová). Když jí byly dva roky, její otec zemřel a se zbytkem rodiny se následně přestěhovala do Lyells ve Virginii, kde ji společně s jejími čtyřmi sourozenci pomáhaly vychovat její pratety. Katharine později navštěvovala střední školu v marylandském Westminsteru, ze které po prvním ročníku přestoupila na dívčí školu St. Mary's Female Seminary (nyní St. Mary's College of Maryland), kde absolvovala v roce 1934. Zde na škole se také poprvé setkala s herectvím v podobě divadelního představení Sound the Horn.
Po vystudování si našla práci v modelingové agentuře Johna Powerse v New Yorku a jako modelka se následně objevila na obálkách několika časopisů včetně prestižních magazínů jako Life, Ladies' Home Journal i Look. Její modelingová kariéra se velmi rychle rozběhla a již v roce 1937 byla zařazena mezi deset nejfotografovanějších dívek na světě. Díky tomu získala velkou pozornost a následně byla jedním z talentových agentů dokonce požádána o účinkování v hollywoodském filmu Vogues of 1938 (1937) studia United Artists, kde se nakonec objevila společně s hvězdami jako Warnerem Baxterem a Joan Bennettovou.

### Vrchol kariéry v Hollywoodu
V roce 1939 podepsala smlouvu s filmovým studiem 20th Century Fox a začala se naplno věnovat herectví. V následujících letech se objevila v několika převážně menších rolích, přičemž stále působila pod svým rodným jménem jako Katharine Aldridge. Mezi její rané herecké počiny patří například komedie Shooting High (1940), Sailor's Lady (1940), Down Argentine Way (1940) nebo Dead Men Tell (1941). V roce 1939 se však dostala také mezi několik vyvolených hereček, testovaných na roli Scarlett O'Harové ve slavném oscarovém filmu Jih proti Severu.
V roce 1941 vypršela Aldridgeové smlouva se studiem Fox a po krátkém působení na volné noze o ni následně projevilo zájem menší studio Republic Pictures, které ji zamýšlelo obsadit do akční filmové série s komiksovou předlohou. Aldridgeová se nabídku kvůli jistému kariérnímu poklesu nejprve zdráhala přijmout, smlouvu na zhruba 650 dolarů týdně však nakonec podepsala a jejím prvním filmem ze série o Nyoce, dívce z džungle se stal akční film Perils of Nyoka (1942), kde ztvárnila hlavní a údajně i svou nejoblíbenější roli. Zde byla v titulcích také poprvé uvedena pod uměleckým pseudonymem Kay Aldridge. V podobě neohrožené hrdinky se následně objevila i ve westernu Daredevils of the West (1943) a v dobrodružném filmu Haunted Harbor (1944). O rok později natočila další dva filmy The Man Who Walked Alone a The Phantom of 42nd Street (oba 1945), po kterých však náhle ukončila svou hereckou kariéru. Do konce života se na veřejnosti objevila již pouze párkrát.

### Pozdější život
V roce 1945 se poprvé vdala, za Arthura Camerona, se kterým vychovala čtyři děti. Jejich manželství však skončilo v roce 1954 rozvodem a o dva roky později se Aldridgeová vdala podruhé, za Richarda Derbyho Tuckera, se kterým žila až do jeho smrti v roce 1979. V roce 1982 se vdala potřetí, za Harryho Naslanda, který zemřel v roce 1988. Kay Aldridge zemřela 12. ledna 1995 v nemocnici Penobscot Bay Medical Center v Rockportu v Maine, kam byla převezena po infarktu myokardu. Zemřela ve věku 77 let.
| „                                                | Kay byla milá, hezká a přemýšlivá osoba. Bez stížností snášela boule, modřiny, odřená kolena a lokty, které byly součástí její hlavní role. Jsem si jistý, že je v nebi místo pro tak krásnou, odvážnou, zábavu milující a pečující osobu, jako je Kay. | “ |
| — William Witney, režisér snímku Perils of Nyoka | |   |

## Filmografie

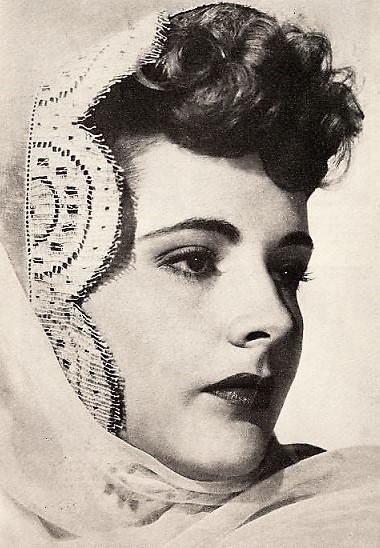
Kay Aldridgeová v roce 1943

Kompletní filmografie podle filmových databází ČSFD a IMDb.
Nepřipsané role
- 1937 Vogues of 1938 (režie Irving Cummings)
- 1927 Rosalie (režie W. S. Van Dyke)
- 1942 The Playgirls (režie Jean Negulesco), krátkometrážní film
- 1942 The Falcon's Brother (režie Stuart Palmer)
- 1943 Something to Shout About (režie Gregory Ratoff)
- 1943 Du Barry Was a Lady (režie Roy Del Ruth)

Jako Katharine Aldridge
- 1939 Hotel for Women (režie Gregory Ratoff)
- 1939 Here I Am a Stranger (režie Roy Del Ruth)
- 1940 Free, Blonde and 21 (režie Ricardo Cortez)
- 1940 Shooting High (režie Alfred E. Green)
- 1940 Girl in 313 (režie Ricardo Cortez)
- 1940 Sailor's Lady (režie Allan Dwan)
- 1940 Girl from Avenue  A (režie Otto Brower)
- 1940 Yesterday's Heroes (režie Herbert I. Leeds)
- 1940 Down Argentine Way (režie Irving Cummings)
- 1941 Golden Hoofs (režie Lynn Shores)
- 1941 Dead Men Tell (režie Harry Lachman)
- 1941 Navy Blues (režie Lloyd Bacon)
- 1941 Louisiana Purchase (režie Irving Cummings)
- 1941 You're in the Army Now (režie Lewis Seiler)

Jako Kay Aldridge
- 1942 Perils of Nyoka (režie William Witney)
- 1943 Daredevils of the West (režie John English)
- 1944 Haunted Harbor (režie Spencer Gordon Bennet a Wallace Grissell)
- 1945 The Man Who Walked Alone (režie Christy Cabanne)
- 1945 The Phantom of 42nd Street (režie Albert Herman)